# Leichtathletik-Europameisterschaften 1978/100 m Hürden der Frauen

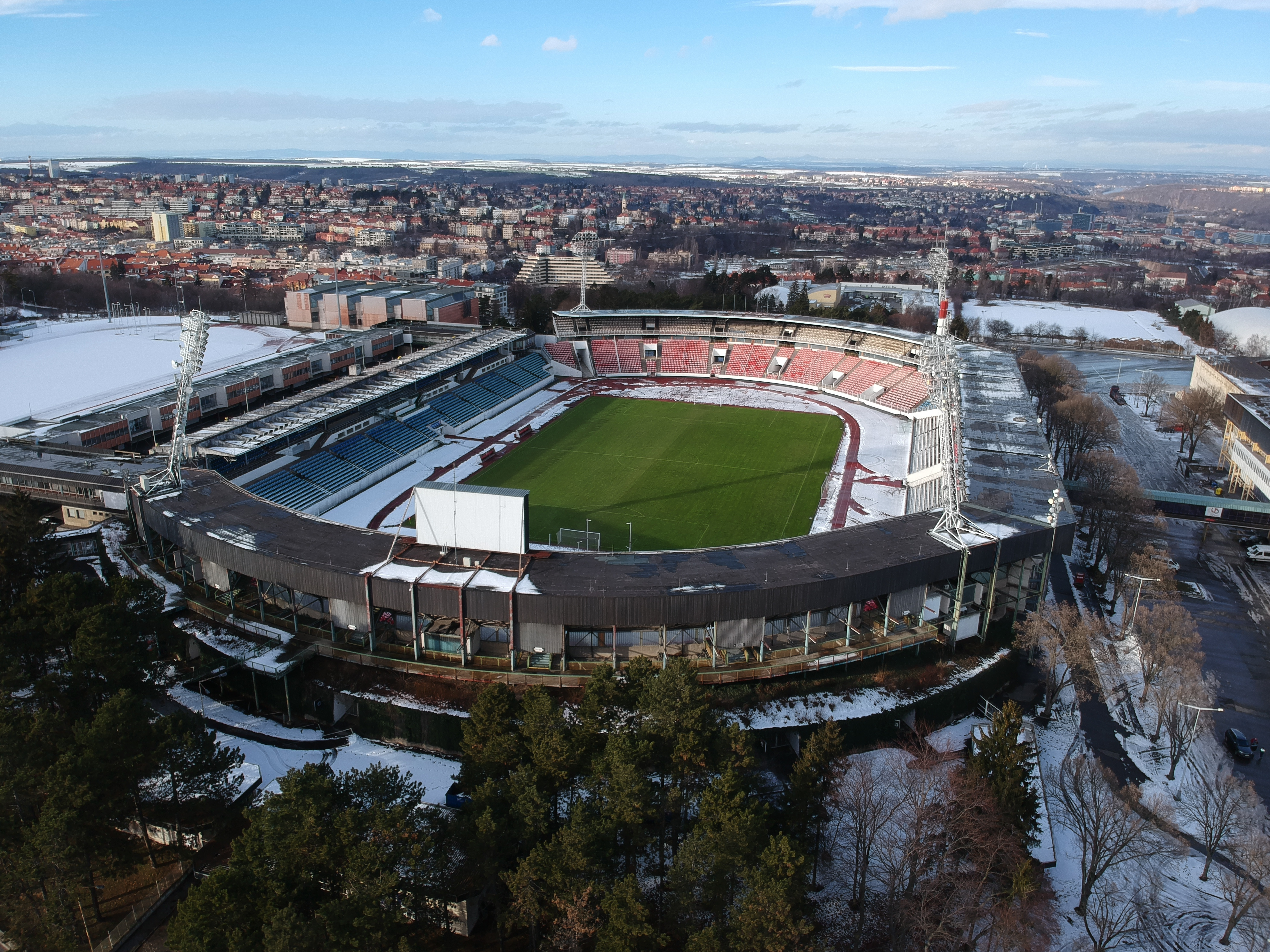
Das Stadion Evžena Rošického von Prag im Jahr 2009

Der 100-Meter-Hürdenlauf der Frauen bei den Leichtathletik-Europameisterschaften 1978 wurde am 31. August und 1. September 1978 im Stadion Evžena Rošického von Prag ausgetragen.
Mit Gold und Bronze gewannen die Hürdensprinterinnen aus der DDR in diesem Wettbewerb zwei Medaillen. Europameisterin wurde Johanna Klier, die als Johanna Schaller 1976 Olympiasiegerin geworden war. Sie gewann vor der sowjetischen Olympiazweiten von 1976 Tatjana Anissimowa. Bronze ging an Gudrun Berend.

## Rekorde

### Bestehende Rekorde
| Weltrekord           | 12,48 s | Grażyna Rabsztyn | Fürth, BR Deutschland (heute Deutschland) | . Juni 1978       |
| Europarekord         | 12,48 s | Grażyna Rabsztyn | Fürth, BR Deutschland (heute Deutschland) | . Juni 1978       |
| Meisterschaftsrekord | 12,66 s | Annelie Ehrhardt | EM Rom, Italien                           | 7. September 1974 |

### Rekordverbesserung
Die polnische Weltrekordlerin Grażyna Rabsztyn, die im Finale nicht das Ziel erreichte, verbesserte den bestehenden EM-Rekord im Halbfinale am 31. August um sechs Hundertstelsekunden auf 12,60 s. Zu ihrem eigenen Welt- und Europarekord fehlten ihr zwölf Hundertstelsekunden.

## Legende
Kurze Übersicht zur Bedeutung der Symbolik – so üblicherweise auch in sonstigen Veröffentlichungen verwendet:
| CR    | Championshiprekord                       |
| NU23R | Nationaler NU23-Rekord                   |
| DNF   | Wettkampf nicht beendet (did not finish) |
| DNS   | nicht am Start (did not start)           |

## Vorrunde
31. August 1978
Die Vorrunde wurde in vier Läufen durchgeführt. Die ersten vier Athletinnen pro Lauf – hellblau unterlegt – qualifizierten sich für das Halbfinale.

### Vorlauf 1
Wind: −0,3 m/s
| Platz | Name             | Nation         | Zeit (s) |
| ----- | ---------------- | -------------- | -------- |
| 1     | Grażyna Rabsztyn | Polen          | 12,94    |
| 2     | Nina Margulina   | Sowjetunion    | 13,04    |
| 3     | Gudrun Berend    | DDR            | 13,25    |
| 4     | Xénia Siska      | Ungarn         | 13,48    |
| 5     | Shirley Strong   | Großbritannien | 13,56    |
| 6     | Laurence Elloy   | Frankreich     | 14,07    |

### Vorlauf 2
Wind: +1,8 m/s
| Platz | Name             | Nation         | Zeit (s) |
| ----- | ---------------- | -------------- | -------- |
| 1     | Johanna Klier    | DDR            | 12,85    |
| 2     | Lucyna Langer    | Polen          | 13,13    |
| 3     | Sharon Colyear   | Großbritannien | 13,23    |
| 4     | Silvia Kempin    | BR Deutschland | 13,40    |
| 5     | Laurence Lebeau  | Frankreich     | 13,60    |
| 6     | Hilde Fredriksen | Norwegen       | 13,63    |

### Vorlauf 3
Wind: −1,9 m/s
| Platz | Name                | Nation           | Zeit (s) |
| ----- | ------------------- | ---------------- | -------- |
| 1     | Elzbieta Rabsztyn   | Polen            | 13,20    |
| 2     | Lorna Boothe        | Großbritannien   | 13,46    |
| 3     | Lidia Gusheva       | Bulgarien        | 13,52    |
| 4     | Monika Schönauerová | Tschechoslowakei | 13,61    |
| 5     | Lena Spoof          | Finnland         | 13,63    |

### Vorlauf 4
Wind: +0,4 m/s
| Platz | Name               | Nation           | Zeit (s) |
| ----- | ------------------ | ---------------- | -------- |
| 1     | Tatjana Anissimowa | Sowjetunion      | 12,85    |
| 2     | Annerose Fiedler   | DDR              | 13,43    |
| 3     | Ileana Ongar       | Italien          | 13,74    |
| 4     | Elisavet Pantazi   | Griechenland     | 13,84    |
| 5     | Dorthe Rasmussen   | Dänemark         | 13,95    |
| 6     | Hana Chocová       | Tschechoslowakei | 14,04    |

## Halbfinale
31. August 1978
In den beiden Halbfinalläufen qualifizierten sich die jeweils ersten vier Athletinnen – hellblau unterlegt – für das Finale.

### Lauf 1
Wind: −0,2 m/s
| Platz | Name                | Nation           | Zeit (s)    |
| ----- | ------------------- | ---------------- | ----------- |
| 1     | Grażyna Rabsztyn    | Polen            | 12,60 CR    |
| 2     | Johanna Klier       | DDR              | 12,90       |
| 3     | Nina Margulina      | Sowjetunion      | 13,00       |
| 4     | Annerose Fiedler    | DDR              | 13,07       |
| 5     | Sharon Colyear      | Großbritannien   | 13,25       |
| 6     | Xénia Siska         | Ungarn           | 13,36 NU23R |
| 7     | Monika Schönauerová | Tschechoslowakei | 13,72       |
| 8     | Ileana Ongar        | Italien          | 13,90       |

### Lauf 2
Wind: +0,2 m/s
| Platz | Name               | Nation         | Zeit (s) |
| ----- | ------------------ | -------------- | -------- |
| 1     | Gudrun Berend      | DDR            | 12,90    |
| 2     | Tatjana Anissimowa | Sowjetunion    | 12,92    |
| 3     | Lucyna Langer      | Polen          | 13,00    |
| 4     | Elzbieta Rabsztyn  | Polen          | 13,14    |
| 5     | Lorna Boothe       | Großbritannien | 13,44    |
| 6     | Elisavet Pantazi   | Griechenland   | 13,82    |
| DNF   | Silvia Kempin      | BR Deutschland |          |
| DNS   | Lidia Gusheva      | Bulgarien      |          |

## Finale

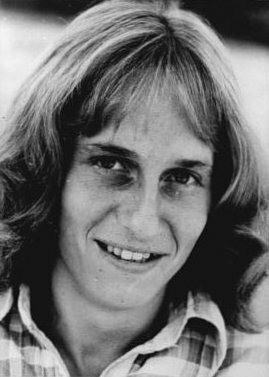
Nach ihrem Olympiasieg 1976. damals als Johanna Schaller, wurde Johanna Klier auch Europameisterin – 1980 errang sie Olympiasilber

1. September 1978, 19:50 Uhr
Wind: +0,6 m/s
| Platz | Name               | Nation      | Zeit (s) |
| ----- | ------------------ | ----------- | -------- |
| 1     | Johanna Klier      | DDR         | 12,62    |
| 2     | Tatjana Anissimowa | Sowjetunion | 12,67    |
| 3     | Gudrun Berend      | DDR         | 12,73    |
| 4     | Nina Margulina     | Sowjetunion | 12,86    |
| 5     | Lucyna Langer      | Polen       | 12,98    |
| 6     | Annerose Fiedler   | DDR         | 13,09    |
| 7     | Elzbieta Rabsztyn  | Polen       | 13,17    |
| DNF   | Grażyna Rabsztyn   | Polen       |          |

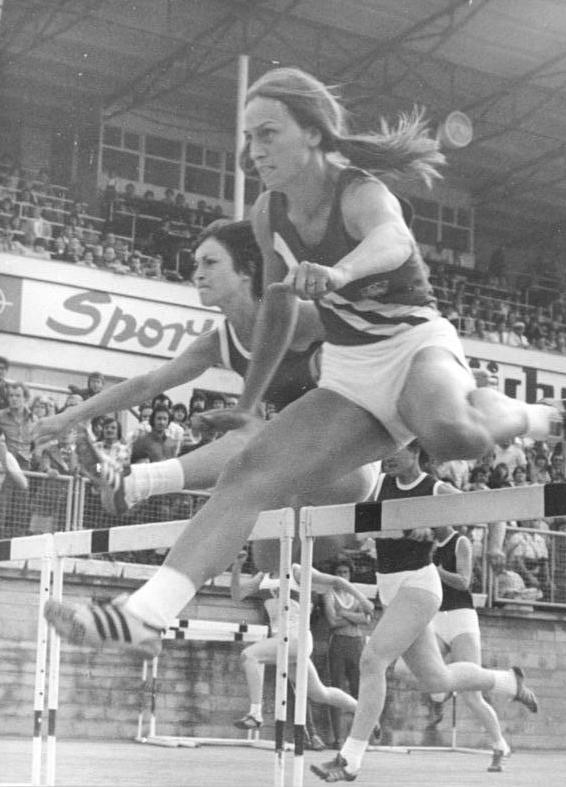
Die Vizeeuropameisterin von 1974 Annerose Fiedler (auf dem Foto links neben Johanna Klier) erreichte Platz sechs
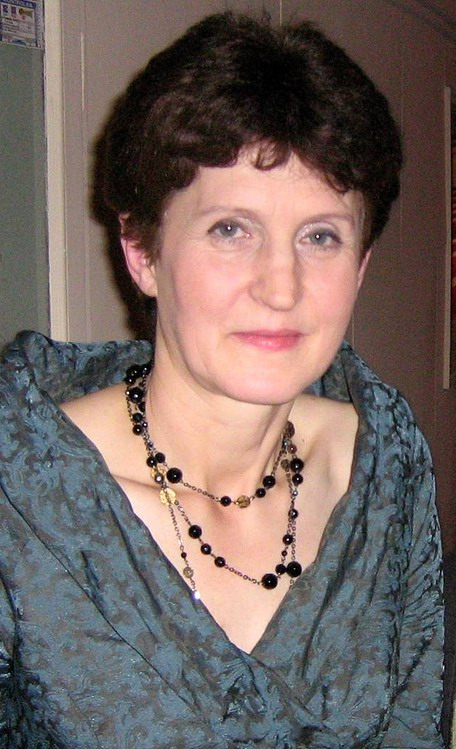
Weltrekordinhaberin Grażyna Rabsztyn (hier im Jahr 2007), die im Halbfinale einen neuen Meisterschaftsrekord aufgestellt hatte, kam im Finale nicht ins Ziel